# Crown of Creation
Crown of Creation är ett musikalbum av det amerikanska rockbandet Jefferson Airplane, släppt 1968 av skivbolager RCA Victor. Albumet var mindre experimentellt än gruppens tidigare album. Det gjorde dock succé och blev gruppens andra guldskiva, med en sjätteplats som bästa placering på Billboards albumlista.

## Låtlista
Sida 1
1. "Lather" (Grace Slick) – 2:57
2. "In Time" (Marty Balin/Paul Kantner) – 4:14
3. "Triad" (David Crosby) - 4:55
4. "Star Track" (Jorma Kaukonen) – 3:11
5. "Share a Little Joke" (Balin) – 3:09
6. "Chushingura" (instrumental) (Spencer Dryden) – 1:20

Sida 2
1. "If You Feel" (Balin/Gary Blackman) – 3:17
2. "Crown of Creation" (Kantner) – 2:54
3. "Ice Cream Phoenix" (Charles Cockey/Kaukonen) – 3:02
4. "Greasy Heart" (Slick) – 3:26
5. "House at Pooneil Corners" (Balin/Kantner) – 5:54

Bonusspår på den remastrade CD-utgåvan från 2003
1. "Ribump Ba Bap Dum Dum" (instrumental) (Dryden/William Goodwin) – 1:32
2. "Would You Like a Snack?" (Frank Zappa/Slick) – 2:40
3. "Share a Little Joke" (singel-version, B-side RCA #9496) (Balin) – 3:09
4. "The Saga of Sydney Spacepig" (Dryden) – 7:55
5. "Candy Man" (gömd spår) (Reverend Gary Davis) – 2:25

## Medverkande
Musiker (Jefferson Airplane-medlemmar)
- Marty Balin – gitarr, sång
- Grace Slick – sång, piano, orgel
- Jack Casady – basgitarr
- Paul Kantner – gitarr, sång
- Jorma Kaukonen – gitarr, sång
- Spencer Dryden – trummor, orgel, piano, sång

Bidragande musiker
- ∞ – percussion
- Gary Blackman – ljudeffekter
- Charles Cockey – gitarr, sång
- David Crosby – gitarr
- Tim Davis – congas
- Bill Goodwin – trummor
- Dan Woody – bongotrummor
- Gene Twombly – ljudeffekter
- Arthur Tripp III, Don Preston, Frank Zappa, Ian Underwood – bidragande musiker spår 13[4]

Produktion
- Al Schmitt – producent
- Richie Schmitt – ljudtekniker
- Pat Ieraci – ljudtekniker
- Hiro (Yasuhiro Wakabayashi) – foto
- J. Van Hamersveld – omslagsdesign
- USAF – foto